# SN 2006dd
SN 2006dd – supernowa typu Ia odkryta 19 czerwca 2006 roku w galaktyce NGC 1316. W momencie odkrycia miała maksymalną jasność 15,00m.